# Elba Aleatico Passito
Elba Aleatico Passito o Aleatico Passito dell'Elba è un vino  passito a DOCG prodotto nell'isola d'Elba.

## Zona di produzione
La zona di produzione delle uve comprende il territorio dei sette comuni isolani: Campo nell'Elba, Capoliveri, Marciana, Marciana Marina, Porto Azzurro. Portoferraio, Rio.

## Storia
Le influenze politiche ed economiche esercitate sull'isola (soprattutto in epoca rinascimentale arricchirono l'Elba di numerosi vitigni: Trebbiano, Sangiovese e Aleatico dalla Toscana,  
Ansonica e Moscato dalla Sicilia, Vermentino da Corsica e Liguria
La viticoltura è stata fino alla metà del secolo XX la principale attività economica economica isolana: nel 1870 i vigneti avevano un'estensione di 5000 ettari, il 20% dell'intera superficie. Ancora nel XXI secolo la filiera produttiva vitivinicoltura consiste in aziende medio-piccole.

## Tecniche di produzione
Le operazioni di cantina devono essere effettuate nella zona di produzione, in particolare l'imbottigliamento, in quanto il trasporto via mare allo stato sfuso può causare alterazioni al vino. Permane in ogni caso la possibilità di autorizzazioni individuali fuori dell'isola.
Le uve devono essere accuratamente cernite durante la vendemmia, quindi appassite all'aria o in locali adatti per almeno 10 giorni sino a raggiungere un contenuto zuccherino minimo del 30%.
Trattandosi di un vino caratteristico, è vietato immettere al consumo nell'Isola d'Elba altri vini non DOC né IGT che riportino in etichetta parole o marchi che possono trarre in inganno il consumatore.
Per l'imbottigliamento sono consentite solo bottiglie in vetro con capacità di  0,375 l., 0,500 l. e 1,500 l. sempre con tappo raso di sughero; è obbligatorio indicare in etichetta l'anno di vendemmia ed è prevista la menzione "vigna".

## Disciplinare
L'Elba Aleatico Passito è stato istituito con DPR 09.07.1967, pubblicato sulla Gazzetta Ufficiale n. 200.
 È stato trasformato in DOCG con DM 17.05.2011, pubblicato sulla Gazzetta Ufficiale n. 131.
Successivamente è stato modificato con 
- DM 30.11.2011 pubblicato sulla Gazzetta Ufficiale n. 295 DM
- La versione in vigore è stata approvata con D.M. 07.03.2014, pubblicato sul sito ufficiale del Mipaaf[1]

## Tipologie

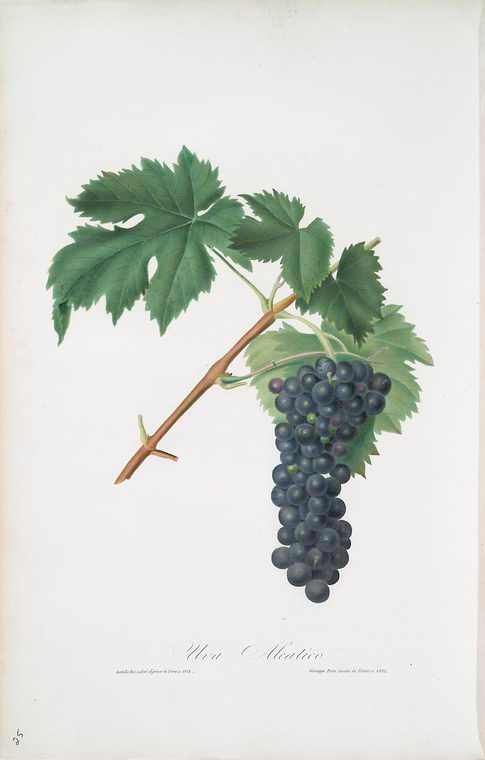
Riproduzione del tralcio con frutti.

### Aleatico Passito
| uvaggio                        | Aleatico 100% |
| titolo alcolometrico minimo    | 19,00% vol.   |
| titolo alcolometrico svolto    | 12,00% vol.   |
| acidità totale minima          | 6,00x g/l.    |
| estratto secco minimo          | 35,00 g/l     |
| resa massima di uva per ettaro | 70 q.         |
| resa massima di uva in vino    | 35 %          |

#### Caratteri organolettici
Prodotto dall'amabile al dolce, è un vino rosso rubino intenso con riflessi violacei. Al naso offre un complesso di confetture di frutta rossa, frutta bianca candita, albicocca, sottobosco.
Al palato si riscontra ricco di corpo, sapido e armonico, con grande morbidezza.

#### Abbinamenti consigliati
Il classico abbinamento locale è con la schiaccia briaca, dolce tipico dell'isola. Ottimo anche con crostate di frutta e preparazioni a base di crema e frutti di bosco. In estate è servito con le pesche tagliate. A fine pasto valorizza i formaggi erborinati. Nelle versioni più secche diventa ottimo vino da meditazione. Alcuni lo abbinano con il cioccolato, asserendo che dà ottimi risultati.